# Mont-Saint-Sulpice
Mont-Saint-Sulpice é uma comuna francesa na região administrativa de Borgonha-Franco-Condado, no departamento de Yonne. Estende-se por uma área de 19,69 km². Em 2010 a comuna tinha 811 habitantes (densidade: 41,2 hab./km²).